# Пионер (1926)
„Пионер“ (Rahvira) е месечно списание за култура и спорт на арменски език в София.
Издаден е само един брой на 1 септември 1926 г. Редактор е А. Мартаян, а отговорен редактор – С. Папазян. Издател е Б. Балъкджиян. Отпечатано е в печатница „Хай Кир“ на Б. Балъкджиян. В списанието са включени материали, свързани с културния живот и спорта.

## Източник
1. 1 2  Иванчев, Димитър. Български периодичен печат, 1844 – 1944: анотиран библиографски указател. Т. 3.   София, Наука и изкуство, 1969. с. 13.